# TwinVQ
TwinVQ (Transform-domain Weighted Interleaved Vector Quantization) o más popularmente conocido como VQF (extensión de un fichero TwinVQ) es una técnica desarrollada por Nippon Telegram and Telephone Corporation (NTT Human Interface Laboratories) y comercializada por Yamaha bajo en nombre de SoundVQ para comprimir información de audio a muy bajas tasas de bit. Fue el primer competidor directo al formato MP3 y su tecnología ha sido incorporada en el estándar MPEG-4 Audio aunque principalmente es usado en codificadores propietarios.

## Características
El algoritmo de codificación en el que se basa es diferente del utilizado por los archivos MP3 o WMA. Con VQF se utiliza un tipo de chip estándar para describir los sonidos con ayuda de libros de claves precalculados. Esto posibilita la consecución de un sonido atractivo con los archivos VQF (ratio de compresión 1:20) en comparación con los archivos MP3 convencionales (ratio de compresión 1:12) que tienen una velocidad de bits inferior. No obstante, esta importante ventaja se consigue a expensas de la alta potencia del ordenador necesaria para la compresión.
Los archivos VQF de calidad similar son más pequeños que los archivos MP3 pero mayores que los mp3PRO. La codificación de un archivo VQF es muy lenta, del orden de 3 veces mayor que con MP3 de máxima calidad. En el proceso de descodificación se utiliza poca más potencia que en MP3 ya que fue diseñado para usar la mínima potencia posible en el decodificado.
La calidad de sonido de VQF no es mejor o peor que la calidad de sonido de MP3 sino que difieren en los artifacts producidos por el proceso de compresión. Al codificar música con TwinVQ se pierden algunos detalles y se suaviza el sonido. Comparativamente, un archivo VQF a 96kbps parece ser más límpido que un archivo MP3 a 128kbps, pero también menos detallado.
Por otra parte, el mismo archivo a 96kbps en VQF tiene un tamaño hasta 4 veces menor que el mismo archivo MP3 de 256kbps, con un sonido la mayoría de veces muy similar.
Otros dos problemas de VQF son el espaciado (el sonido está lejos comparado con el original) y el pre-eco.

## Funcionamiento
TwinVQ es un método de codificación como MP3, AAC o Dolby AC-3. Usa algunas herramientas clásicas usadas también en MP3 (reserva de bitstream) o en AAC (predicción interframe hacia atrás) pero la codificación de música es totalmente distinta.
Este método utiliza cuantificación vectorial: los bits de datos individuales no son codificados directamente sino que se combinan en segmentos patrón (vectores). Estos patrones son comparados con patrones estándar preparados previamente. El patrón estándar que mejor se aproxima es seleccionado y el número asociado a él se transmite como código de compresión.
Los datos son empaquetados en modo de cuadro largo o modo de cuadro corto (8 sub-cuadros) usando una tasa de bit constante para mejorar la robustez frente a errores.
La distorsión en la codificación se minimiza incluso para tasas de bits bajas, por tanto la música y otros sonidos son regenerados con éxito y son muy fieles a los originales.
Las limitaciones de este formato son: no usa VBR, máximo 2 canales, su lentitud y los pocos soportes que tiene.

## TwinVQ en MPEG-4
El estándar de audio ISO/IEC MPEG-4 incluye la herramienta de codificación TwinVQ, basada en el esquema general de codificación de audio que está integrado en la estructura de codificación AAC, un módulo de alisado espectral y un módulo ponderado de cuantificación vectorial.
En MPEG-4 para bitrates por debajo de los 16kbits/s se aplican técnicas de codificación tiempo-a-frecuencia (T/F) como TwinVQ y AAC. En esta región las señales de audio tienen frecuencias de muestreo que empiezan en 8kHz.
El esquema adoptado tiene una ganancia de codificación muy alta para tasas de bit bajas y es potencialmente robusto contra errores en el canal y/o pérdidas de paquetes ya que no usa VLC ni asignación adaptativa de bits. Soporta escalabilidad en la tasa de bits mediante codificación TwinVQ en capas en combinación com AAC escalable.

## Software
NNT no desarrolló un buen software para apoyar a su nuevo formato con lo que la popularidad del formato VQF se extinguió casi por completo hacia el 1999.

### SoundVQ
SoundVQ ha sido creado por Yamaha como una aplicación de uso personal basado en la tecnología de compresión TwinVQ y es compatible con los archivos de datos creados por el primer desarrollo (NTT) pero de configuración distinta a MPEG-4 TwinVQ. Este software es de distribución libre y actualmente se encuentra en fase beta.
Esta es entonces una herramienta de compresión con un nivel de compresión ue puede variar entre 1/10 hasta 1/20 respecto al original sin pérdidas apreciables en la calidad del sonido y que hace las veces de reproductor (descompresión del sonido en recepción).
SoundVQ consiste en el codificador que convierte los datos RAW o WAV al formato comprimido VQF y el reproductor que descomprime los datos y permite que sean escuchados.
En la compresión, el archivo VQF se puede proteger con password, como medida contra la piratería.
EL reproductor se usa conjuntamente con el navegador de Internet.
Soporta la reproducción continua por ráfagas lo que permite que el sonido se inicie antes de que los datos hayan sido recibidos completamente. Los datos no se almacenan en el reproductor, con lo que se pueden transmitir cualquier tipo de sonidos sin infringir derechos de copia.

### Otros
Winamp (el primer reproductor de MP3) lanzó al mercado un plugin para poder escuchar VQF’s.
Existe otro reproductor de MP3 llamado K-jofol con capacidad también para reproducir archivos en formato VQF.
Y otros productos comercializados que se basan en la tecnología TwinVQ pero tienen configuraciones distintas al MPEG-4 TwinVQ, como Metasound (Voxware) i SolidAudio (Hagiwara)
- Datos: Q2166895